# 議会統治制
議会統治制（ぎかいとうちせい）とは、行政機関としての政府の機能を議会が完全に支配する政治制度。主に少数国家、多民族国家において発展してきた制度である。

## 概要

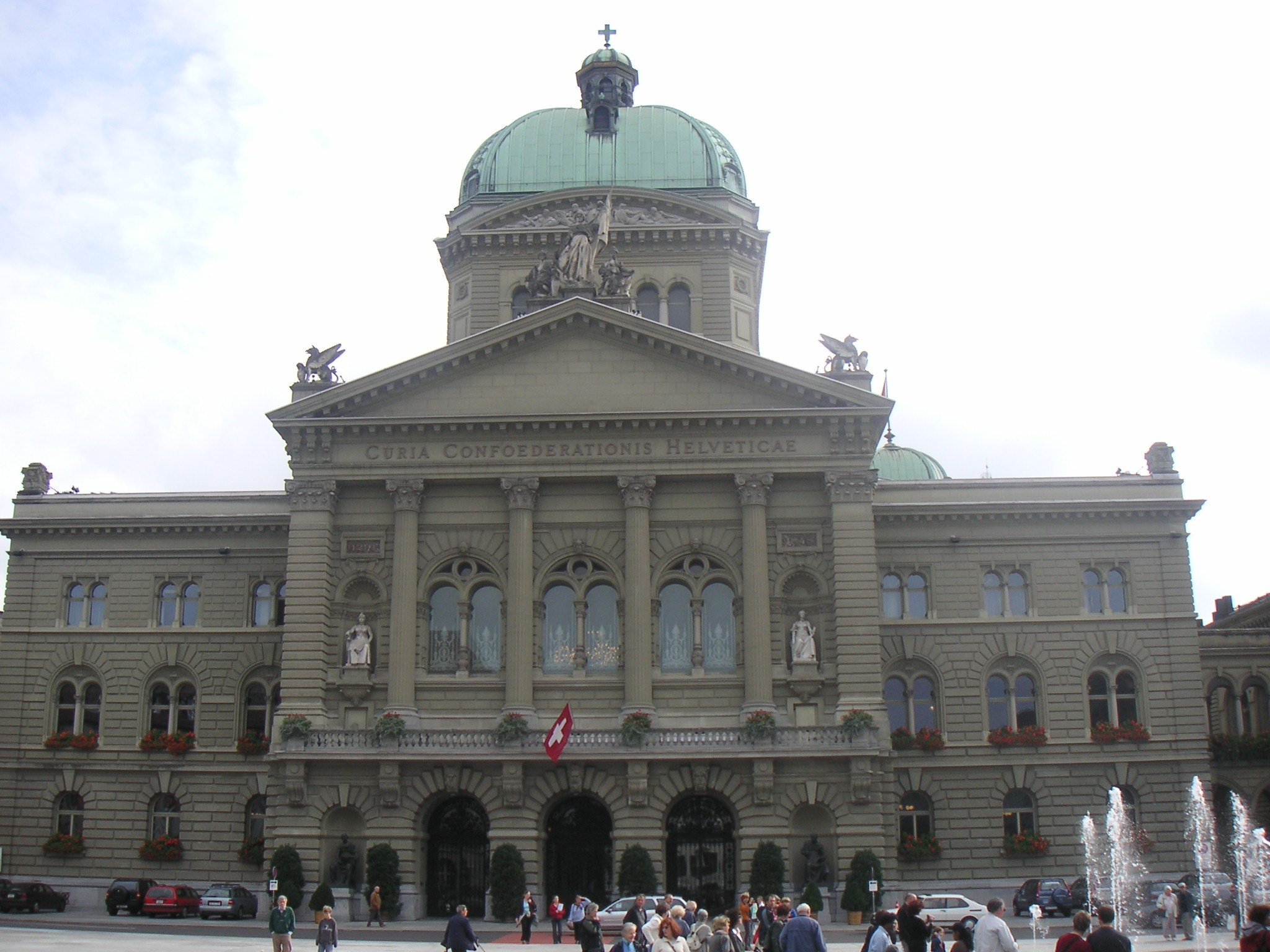
スイスは議会統治制連邦国家（連邦議会議事堂）

議会（立法府）と政府（行政府）は機関としては別個に存在し、行政府長が議会の信任に基づいて選出されるため広義の議院内閣制に分類される。ただし、いったん組閣されたのちは任期終了まで不信任決議されることはなく、また政府の側も議会に対する権限として通常は存在するはずの議会解散権が存在しないことが特徴である。例えば、本政治体制の代表国たるスイスは英語版ウィキペディアのen:Parliamentary system（議院内閣制）記事内右地図で示されるように、議院内閣制の下部分類として紹介されている。
政府は独立して決定を下せず、全ての行政手続きは議会の承認を必要とする場合もあり、政策決定等に対して時間が掛かりすぎるなどといった欠点がある。